# Крішна
Крішна — (kṛṣṇa IAST- IAST, санскр. कृष्ण),[ˈkr̩ʂɳə] ( прослухати)) можливі значення — «всепривабливий» «красень», «темний», «темно-синій» — одна з іпостасей Бога в індуїзмі і є аватаром Вішну, син Васудеви і Девакі — найвищий Бог.

## Священні тексти про Крішну

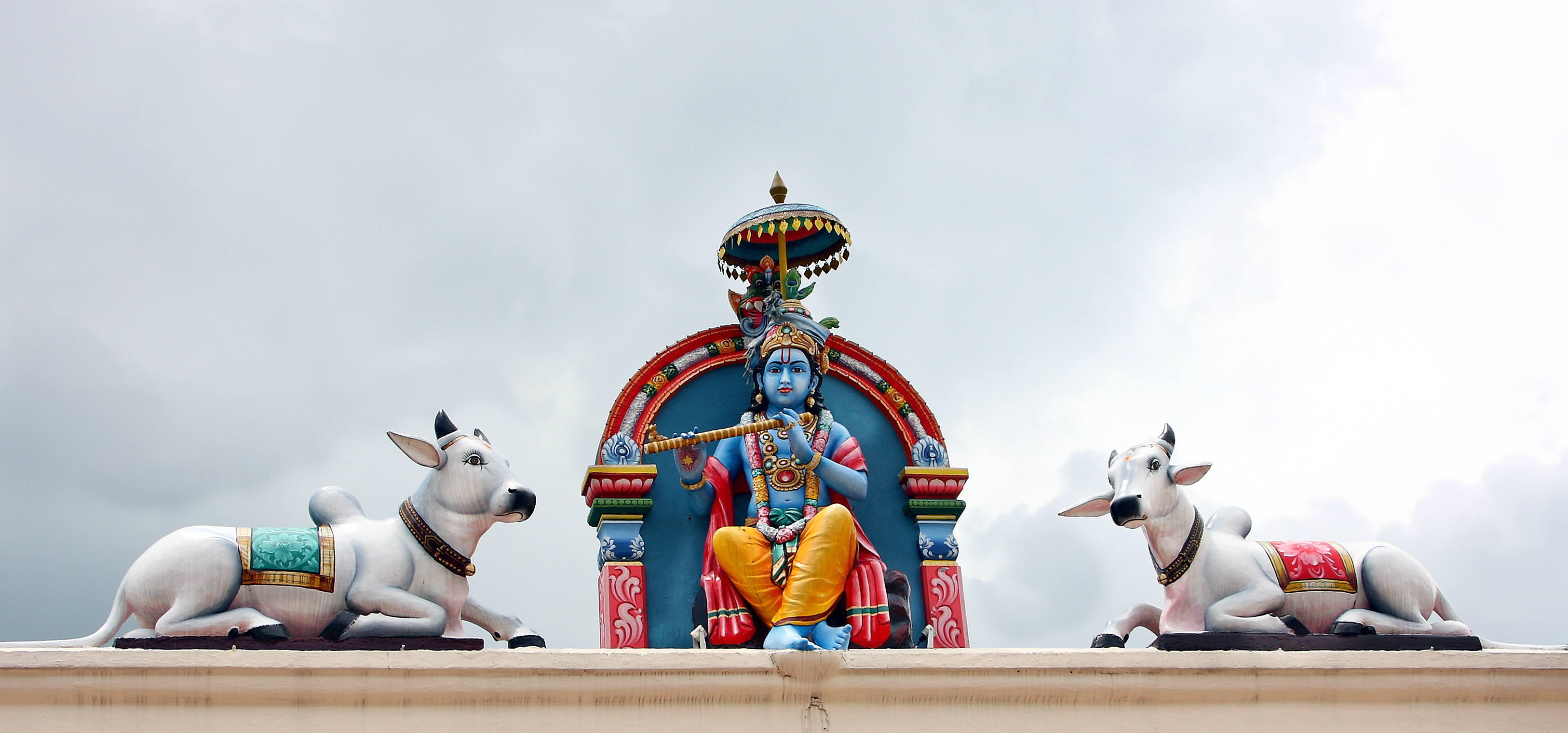
Мурті Крішни. Храм в Сінгапурі

Припускають, що «чорнота» Крішни — свідчення південноіндійського, дравідського походження його образу. Колір тіла Крішну — темно-синій або темно-ліловий (відтінок фіолетового — кольору з максимальною частотою, яку сприймає людське око) (рідше він зображується зовсім чорним, темно-зеленим або темно-коричневим) і порівнюється з кольором дощової хмари, яка несе звільнення від смертоносної спеки. Зрозуміло, що подібність слів таких як назва танцю Крішни «раса-ліла», «ліловий», «лілак» (англ. lilac — Бузок звичайний), Лель, не може бути випадковою. Крішна за своєю природою — насамперед захисник, рятівник. У міфології джайнів і буддистів Крішна — фігура негативна (у буддистів — глава ворогів Будди). Недобрі властивості Крішни пояснюються посиланнями на незбагненність природи Бога, його непідвладність людським нормам і, як правило, витіснені на другий план або переосмислені. Також те, що Крішна є винищувачем демонів, тобто матеріалістів, які мають непомірне его, гординю і маніакально прагнуть до влади і самозвеличення.
Найперша згадка про Крішну, сина Девакі, — в «Чхандогья-упанішаді» (III 17, 6), де він — учень наставника Гхори Ангіраса. Культ Крішни настільки популярний, що його прихильники дивляться на нього не тільки як на просте втілення Вішну, але як на самого Всевишнього Господа. Породжений Васудевою і Девакі, він був принесений у житло Яшоди його батьком, щоб уникнути захоплення Крішни шуряком Васудеви (двоюрідним братом Девакі), царем Камсою (називний відмінок — Камса), якому було передвіщено, що восьма по рахунку дитина Девакі стане причиною його (Камси) смерті. Крішна втілився у м. Матхура, столиці царства Шурасена, названого іменем діда Крішни — Шурасени.
Усередині індуїзму поклоніння Крішні є частиною монотеїстичної традиції вайшнавізму, до якої належить більшість індуїстів.В одних течіях вайшнавізму, Крішну шанують як найповнішу аватару Найвищого Бога Вішну, а в інших, що є частиною крішнаїзму, йому поклоняються як початкової іпостасі Бога, джерела світобудови й усіх аватар.
У літературі індуїзму, Крішну описують як Бога, що зійшов на землю з духовного світу, щоб відновити Дгарму і виявити свої духовні ігри.Крішна з'являється в різних образах: чарівного й грайливого Бога-дитини, хлопчика-пастуха корів, ідеального коханого, божественного героя-воїна і Верховної Особи Бога. Життя, діяння й учення Крішни описують у таких священних писаннях індуїзму, як пурани Шрімад Бгаґаватам «Бгаґавата-пурана» і «Вішну-Пурана», «Харівамша» і «Магабгарата». В індуїстському мистецтві Крішну часто зображують як хлопчика-пастуха, що грає на флейті в компанії своєї коханої пастушка Радгі та інших ґопі, або як молодого воїна-принца, що дає філософські настанови в «Бгаґавад-гіті» — одному з найшанованіших і цінних духовно-філософських текстів не тільки індуїзму, але й світової релігійно-філософської традиції.
У середній Індії Крішна — великий символ багатьох чеснот. Він найбільший державний діяч, воїн і герой, великий філософ і вчитель. Він великий тлумач «Божественної Пісні», Бгаґавад-Ґіти.
У традиції індуїзму узвичаєно вважати, що Крішна втілився на землі в кінці IV тисячоліття до н. е.Ґрунтуючись на деталях, згаданих у священних текстах індуїзму і зроблених згідно з ними астрономічних та астрологічних розрахунках, дати явлення та відходу Крішни були визначені як 20 липня 3228 року до н. е. — 17 лютого 3102 року до н. е. (юліанський календар без нульового року) або 24 червня — 22 січня за сучасним григоріанським календарем і часовою зоною +5:30 GMT. Вважається, що в день відходу Крішни почалася Калі-юґа — епоха релігійного і морального занепаду.
Найраніші свідоцтва існування поклоніння Крішні в одній з його форм (Васудеви, Бала-Крішні або Ґопали) відносяться до V століття — V до н. е. — IV століття до н. е.До IX століття рух Крішна-бгакті широко поширився в Південній Індії. В Північній Індії до XII століття сформувалися різні традиції крішнаізма і з'явилося регіональне поклоніння таким формам Крішни, як Джаґаннатга в Одіші, Вітгоба в Махараштрі і Шрі Натгіджі в Раджастхані. Крішна-бгакті не є тільки індуїстською традицією, її елементи містяться ще й у буддизмі й вірі Бахаї.
Одне з імен Крішни — Дваракадіша — правитель Двараки (столиця царства Крішни, яка опустилась в Індійський океан). Поблизу цього місця існує сучасне місто Дварка на півострові Кахтіявар, округ Джамнагар у штаті Гуджарат. Храм Дваракадіша є одним із Чар-Дхам (див. Храм Дваракадиши). Тут існувало Яду або Ядава — один із панчаджана — п'яти арійських народів, згаданих у Рігведі (I.54.6, I.108.7, X.62.10), яке походить від царя Яду, династія називалась Ядуванші.

## Іконографія

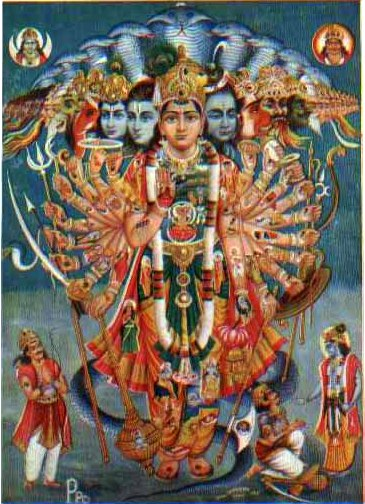
Всесвітня форма Крішни

Крішну зазвичай зображують як чорного або темношкірого юнака, особливо це характерно для мурті Крішни в індуських храмах. В образотворчому мистецтві, Крішна часто постає як хлопчик або юнак у Вріндавані з шкірою синього або темно-синього кольору. Він одягнений в дготі жовтого кольору і, граючи на флейті, стоїть в характерній йому розслабленій позі зі схрещеними ногами, на шиї у нього гірлянда з квітів. Практично завжди Крішна зображається в оточенні корів, телят та дівчат-пастушок ґопі.
Крішна часто також зображується в момент, коли він дає настанови Арджуні в «Бгаґавад-Ґіті» на полі битви Курукшетра. У цих випадках, Крішна постає як юнак з типовими божественними рисами, характерними для індійського релігійного мистецтва. Крішну можна побачити з чакрою — одним з атрибутів Вішну — або з безліччю голів і рук, що являє свою вселенську форму Арджуні.
У храмових мурті, Крішна зображується стоячі в розслабленій позі в оточенні своїх супутників — свого брата Баларами (також відомого як Балабгадра), сестри Субхадри або з основними своїми дружинами-царицями Рукміні і Сатьябгамою. До головних дружин також відноситься Джамбаваті, а всього їх було 16108. Часто Крішна зображується разом зі своєю коханою ґопі Радгою як Радга-Крішна — образ, характерний для ряду традицій в індуїзмі. Наприклад маніпурські вайшнави ніколи не поклоняються одному Крішні, а завжди тільки Радга-Крішні.Ця форма поклоніння також є відмінною рисою Ґаудія-вайшнавізма, рудра-сампрадаїі німбарка-сампрадаї.

### Загальне
Крішна повинен бути одягнений у червоне вбрання і мати дорогі прикраси. Він носить киріта-мукута. У кольорових зображеннях колір шкіри Крішни темно-синій .

### Руки
Має дві руки. Права рука тримає скривлений ціпок, у той час як ліва піднята і зігнута в лікті. Він може нести в цій руці мушлю.

### Супутники
Рукміні праворуч від Крішни. Вона має декоративну зачіску, прикрашену квітами. Несе квітку лотоса в лівій руці, у той час як права вільно звисає. Вона перша дружина Крішни.
Сатьябгама (Satyabhama), інша дружина Крішни, з'являється праворуч від нього. Носить декоративну зачіску. Вона тримає квітку в правій руці, у той час як ліва вільно звисає донизу.
Дружини Крішни можуть носити каранда-корону.

## Венуґопал
Крішна як Венуґопал (Venugopal, Venugopalan) — Крішна, що грає на флейті.
У цій формі головним атрибутом Крішни є флейта. Може мати дві або чотири руки. Дві руки — в них він тримає флейту, граючи на неї. Чотири руки — у двох передніх тримає флейту, у двох інших несе колесо (чакру) і мушлю (санкха). Відомий також як Ґопала.

## Баларама
Баларама — брат Крішни, причому обидва брати вважаються аватарами — земними втіленнями самого Вішну.

## Життєпис
Давньоіндійський епос «Магабгарата» — найраніше джерело про життя Крішни. «Бгаґавад-Ґіта», що являє собою вісімнадцять розділів з шостої книги («Бгішма-парви») «Махабхарата», містить настанови Крішни своєму другові і учневі Арджуні на полі битви Курукшетра. «Магабгарата» в основному описує пізній період життя Крішни. Докладний опис дитинства і юності Крішни міститься в «Шрімад Бгаґаватам» і «Харівамші», що є, на думку науковців, дальшим доповненням до «Магабгарати». Життєпис Крішни чи якісь деталі з нього можна зустріти практично в кожній з канонічних пуран. В «Махабхараті» говориться, що Крішна правив у Двараці протягом 36 років після битви на Курукшетрі. У «Матсйа-пурані» також йдеться, що під час битви на Курукшетрі Крішні було 89 років (3139 р. до н. е. без нуль. року), після чого Пандави правили протягом 36 років.

## Мантри
- Gayatri Mantra

Om Dhamodharayae Vidhmahe
Rukmani Vallabhaye Dheemahe
Tanno Krishna Prachodayaath !
- Харе Крішна мантра

Харе Крішна Харе Крішна
Крішна Крішна Харе Харе
Харе Рама Харе Рама
Рама Рама Харе Харе
- Панча-таттва мантра

Джая Шрі-Крішна-Чайтанья, Прабху-Нітьянанда, Шрі-Адвайта Гададхара, Шрівасаді Гаура-Бхакта-Врінда
- Радхе Крішна Радхе Крішна Крішна Крішна Радхе Радхе |

Радхе Шьям Радхе Шьям Шьям Шьям Радхе Радхе.
Оригінальна мантра, яка спочатку була в гаудія-крішнаїтскій сампрадаї. Надалі вона була замінена мантрою Харі Крішна і т. д., з трактуванням слова Харе як кличного відмінка від Хара — імені вічної коханої Крішни — Радхи. В вайшнавізмі Харі це називний відмінок одного з імен Вішну. Можливо це було способом або наслідком інтеграції з іншими сампрадаями.
У Вріндавані неозброєним оком видно велику популярність Радхи, т.як в Індії шанування богині в багатьох місцях більш популярне решти культів. Ця мантра зустрічається у Вріндавані частіше інших. Як вітання люди використовують «Радхе Радхе», що підкреслює шанування Богині. Ця мантра починається, і закінчується на Шакті.